# Petra Ernert
Petra Ernert ist eine ehemalige deutsche Eis- und Rollkunstläuferin, die für den Mannheimer ERC startete. Sie gewann im Jahr 1978 die Bronzemedaille bei den Juniorenweltmeisterschaften im Eiskunstlauf und wurde je zweimal Welt- und Europameisterin im Rollkunstlauf.

## Erfolge/Ergebnisse (Eiskunstlauf)
Weltmeisterschaften
- 1979 – 17. Rang – Wien

Juniorenweltmeisterschaften
- 1978 – 3. Rang – Megève

Europameisterschaften
- 1979 – 15. Rang – Zagreb

Deutsche Meisterschaften
- 1979 – 3. Rang

## Erfolge/Ergebnisse (Rollkunstlauf)
Weltmeisterschaften
- 1980 – 1. Rang – Bogotá
- 1981 – 1. Rang – Nelson (Neuseeland)

Europameisterschaften
- 1977 – 2. Rang – Heilbronn
- 1978 – 2. Rang – Palma
- 1980 – 1. Rang – Triest
- 1981 – 1. Rang – Stuttgart

Deutsche Meisterschaften
- 1977–1981 – 1. Rang

| Personendaten    | Personendaten             |
| ---------------- | ------------------------- |
| NAME             | Ernert, Petra             |
| KURZBESCHREIBUNG | deutsche Eiskunstläuferin |
| GEBURTSDATUM     | 20. Jahrhundert           |